# Championnats du monde de duathlon 2024
Navigation
Édition précédente Édition suivante
Les championnats du monde de duathlon 2024, 34e édition des championnats du monde de duathlon ont lieu le 16 août 2024  à Townsville en Australie. Ils sont organisés dans le cadre du Multisport World Championship qui réunit plusieurs championnats mondiaux de sports régis par la World Triathlon. La rencontre internationale propose également lors de cette journée consacrée aux pratiques enchaînées, des compétitions pour les catégories juniors, U23 (espoir) et paraduathlon.

## Palmarès  et distances
Les tableaux présentent le résultat des courses élites et U23 sur la distance sprint de 1,5 km de course à pied, 20 km de vélo, 2,5 km de course à pied.

### Élites
| Position           | Triathlète            | Pays    | Temps           |
| ------------------ | --------------------- | ------- | --------------- |
| Médaille d'or      | Javier Martín Morales | Espagne | 0 h 52 min 25 s |
| Médaille d'argent  | Benjamin Choquert     | France  | 0 h 52 min 26 s |
| Médaille de bronze | Thomas Laurent        | France  | 0 h 5 min 31 s  |

| Position           | Triathlète     | Pays      | Temps           |
| ------------------ | -------------- | --------- | --------------- |
| Médaille d'or      | Marion Legrand | France    | 0 h 58 min 37 s |
| Médaille d'argent  | Richelle Hill  | Australie | 0 h 59 min 6 s  |
| Médaille de bronze | Jeanne Dupont  | Belgique  | 1 h 0 min 13 s  |

| Position           | Triathlète                    | Pays        | Temps          |
| ------------------ | ----------------------------- | ----------- | -------------- |
| Médaille d'or      | Thomas Laurent Marion Legrand | France      | 1 h 5 min 34 s |
| Médaille d'argent  | James Hodgson Phoebe Barker   | Royaume-Uni | 1 h 6 min 37 s |
| Médaille de bronze | Ryosuke Kaneda Ai Ueda        | Japon       | 1 h 7 min 34 s |